# Novo Nordisk Fonden
Novo Nordisk Fonden er en dansk erhvervsdrivende fond, der blev stiftet den 12. januar 1989 ved en fusion mellem Novos Fond og Nordisk Insulinfond. Novo Nordisk Fonden er eneejer af holdingselskabet Novo Holdings, der bl.a. ejer 28,4 % af Novo Nordisk og 25,5 % af Novonesis. Novo Nordisk Fondens hovedformål er at yde støtte til forskning inden for Life Science, mens Novo Holdings har til formål at administrere fondens midler. Novo Nordisk Fondens formue er på over 1.000 milliarder kroner.
I 2024 uddelte Novo Nordisk Fonden over 10 milliarder kroner.
Novo Nordisk Fondens direktør er Mads Krogsgaard Thomsen, som tidligere var forskningsdirektør i Novo Nordisk. Han tiltrådte stillingen som fondens direktør den 1. marts 2021 efter Birgitte Nauntofte.

## Historie
I 1922 rejste den danske fysiolog August Krogh fra Canada og tilbage til Danmark med en international tilladelse til at lave insulin i Skandinavien. Året efter stiftede han Nordisk Insulinlaboratorium sammen med Hans Christian Hagedorn.
I 1924 stiftede brødrene Thorvald Pedersen og Harald Pedersen virksomheden Novo Terapeutisk Laboratorium (fra 1973 kendt som Novo Industri A/S). Dette førte til en årelang rivalisering mellem Novo Terapeutisk Laboratorium og Nordisk Insulinlaboratorium.
I 1951 stiftede Thorvald Pedersen og Harald Pedersen Novos Fond og opbyggede derved en fondsstruktur, ligesom Nordisk Insulinfond havde gjort næsten 30 år forinden.
Efter længevarende rygter blev der i januar 1989 udsendt en pressemeddelelse, hvori det blev meddelt, at Novos Fond og Nordisk Insulinfond fusionerede og derved stiftede Novo Nordisk Fonden.
I 2000 valgte man at opdele Novo Nordisk i to selskaber: Ét selskab for lægemidler og ét selskab for enzymer – hvor sidstnævnte fik navnet Novozymes (senere Novonesis). Novo Nordisk Fonden blev hovedaktionær og ejer af begge selskaber.

## Struktur
Novo Nordisk Fonden er en dansk erhvervsfond. Fonden er en selvejende institution med fokus på langsigtet ejerskab af Novo Nordisk og Novonesis samt filantropiske tiltag inden for videnskabelige, humanitære og sociale formål. Novo Nordisk Fondens investeringsaktiviteter varetages af Novo Holdings, der er 100 % ejet af Novo Nordisk Fonden. Novo Holdings har til formål at investere fondens midler og sikre fonden økonomisk afkast.
Novo Nordisk Fonden modtager fra Novo Holdings overskud gennem udbetalt udbytte. Det udbetalte udbytte beskattes i de underliggende selskaber i overensstemmelse med dansk selskabsskattelovgivning, før det udbetales som udbytte.
Novo Nordisk Fonden er den primære ejer af Novo Nordisk og Novonesis gennem fondens selskab Novo Holdings. Udover Novo Nordisk og Novonesis er fonden også aktionær i over 135 andre virksomheder. Fondens finansielle kapacitet opretholdes af udbytter og afkast på disse investeringer.

### Ejerskab af Novo Nordisk og Novonesis
Novo Nordisk Fonden er ifølge fondens vedtægter forpligtet til at bevare sin bestemmende indflydelse på Novo Nordisk og Novonesis.
- Fonden ejer A og B-aktier i Novo Nordisk svarende til ca. 28 % af aktiekapitalen og ca. 75 % af stemmerne.[12]
- Fonden ejer A og B-aktier i Novonesis svarende til ca. 25 % af aktiekapitalen og ca. 71 % af stemmerne.[12]

A-aktierne i de to selskaber er unoterede og kan ikke handles. Stemmevægten på A-aktierne er ti gange større end på B-aktierne i begge selskaber.

## Bevillingstyper
Novo Nordisk Fonden tilbyder fem typer bevillinger:
- Bevillinger i åben konkurrence: Forskningsbevillinger gennem åbne opslag til akademiske forskningsmiljøer.
- Enkeltstående strategiske bevillinger: Støtte til projekter og initiativer inden for fondens fokusområder.
- Partnerskaber: Bevillinger givet i forbindelse med samarbejde med offentlige og private partnere.
- Impact-investeringer: Målrettede bevillinger, ofte som lån og investeringer, til selskaber med en positiv samfundsmæssig effekt.
- Egne initiativer: Bevillinger til initiativer søsat af fonden selv, ofte spundet ud som uafhængige fonde. The BioInnovation Foundation og LIFE Fonden er eksempler på egne initiativer.

## Uddelingsområder
Blandt fondens formål er at yde støtte til videnskabelige, humanitære og sociale formål.
Uddelingerne går primært til at støtte forskning inden for biomedicin, bioteknologi, almen medicin, sygepleje og kunsthistorie ved offentlige videninstitutioner. Af de humanitære og sociale formål indgår bl.a. Steno Diabetes Centers forskningshospitalsvirksomhed. Derudover uddeler Novo Nordisk Fonden også en række hæderspriser hvert år, som har til formål at anerkende og belønne individer for "en enestående forskningsindsats, undervisning eller anden indsats, der støtter op om forskningen".

## Uddelingsoversigt
- I 2023 uddelte fonden støtte for i alt 9,1 millarder kroner.[17][18][19]
- I 2022 uddelte fonden støtte for i alt 7,5 millarder kroner.[20]
- I 2021 uddelte fonden støtte for i alt 8,8 millarder kroner.[21][22]
- I 2020 uddelte fonden støtte for i alt 5,5 milliarder kroner.[23]
- I 2019 uddelte fonden støtte for i alt 4,9 milliarder kroner.[24]
- I 2018 uddelte fonden støtte for i alt 3,9 milliarder kroner.[25]
- I 2017 uddelte fonden støtte for i alt 5,8 milliarder kroner.[26][27]
- I 2016 uddelte fonden støtte for i alt 4,2 milliarder kroner.[26]

## Hæderspriser
Novo Nordisk Fonden uddeler priser, herunder Novo Nordisk Prisen for forskning inden for lægevidenskab og Novonesis Biotechnology Prize, der fokuserer på bioteknologi og miljøforskning. Fonden anerkender også præstationer inden for undervisning og uddannelse i naturvidenskab gennem priser som Hagedorn Prisen og forskellige stipendier og legater til støtte for kommende forskere og undervisere.

### Internationale priser
- Novo Nordisk Prisen
- Novonesis Biotechnology Prize
- EASD Diabetes Prize for Excellence
- Novo Nordisk Fondens Forelæsningspris
- Obesity Prize for Excellence
- EFSD/Novo Nordisk Foundation Future Leaders Award Programme
- Marie og August Krogh Prisen
- Hagedorn Prisen
- Jacobæus Prisen

### Undervisningspriser
- Novo Nordisk Fondens Naturtematiske Pædagogpris
- Novo Nordisk Fondens Natur- og Teknologilærerpris
- Novo Nordisk Fondens Naturfagslærerpris
- Novo Nordisk Fondens Naturvidenskabelige Gymnasielærerpris
- Novo Nordisk Fondens Pris til Naturfagsunderviser på Pædagoguddannelsen
- Novo Nordisk Fondens Pris til Naturfagsunderviser på Læreruddannelsen
- Novo Nordisk Fondens Pris til Sundhedsvidenskabelige Undervisere på Universitetet
- Novo Nordisk Fondens Pris til Naturvidenskabelige Undervisere på Universitetet
- Novo Nordisk Fondens Pris til Tværvidenskabelige Undervisere på Universitetet
- Novo Nordisk Fondens Pris til Teknisk Videnskabelige Undervisere på Universitetet

## Kritik
Der har været fokus på potentielle ubalancer i fordelingen af forskningsmidler i det danske samfund med hensyn til Novo Nordisk Fondens rolle i fremme af videnskabelig forskning og innovation.
En kritik relaterer sig til fondens betydelige økonomiske indflydelse i forskningslandskabet. Fondens betragtelige uddelinger kan utilsigtet overskygge andre kilder til forskningsmidler og potentielt føre til en koncentration af ressourcer inden for visse forskningsområder, der er tæt knyttet til fondens prioriteter og interesser.
Argumenter og debat fremsat af skeptikere er, at fondens fokus på bestemte forskningsområder, såsom biomedicin og sundhedsvidenskab, potentielt kan flytte opmærksomhed og ressourcer væk fra andre lige så betydningsfulde discipliner, der har potentiale til at bidrage til den overordnede samfundsvelstand.
Der er rejst bekymringer om den potentielle indflydelse af fondens dagsorden på retningen af videnskabelig forskning. Kritikere udtrykker bekymring over den potentielle effekt af fondens tildeling af midler på mangfoldigheden af forskningsemner og perspektiver inden for den danske videnskabelige samfundsgruppe, da den har tendens til at prioritere projekter, der harmonerer med dens strategiske mål.
Novo Nordisk Fonden er blevet kritiseret for at koncentrere sine forskningsmidler, hvilket kan favorisere en udvalgt gruppe af etablerede forskere. Denne tendens kan føre til uligheder i finansieringen, hvor størstedelen af ressourcerne tildeles en lille procentdel af forskerne, ofte på bekostning af forskere i den tidlige karriere, kvinder og diversificerede forskere. Som svar på disse bekymringer har Novo Nordisk Fonden indført delvis randomisering i sin bevillingstildelingsproces.
Denne nye tilgang er designet til at afbøde skævheder og øge mangfoldigheden i den finansierede forskning med det formål at støtte innovative projekter af høj kvalitet, som ellers kunne blive overset. Metodens effektivitet er under evaluering i en treårig forsøgsperiode.

## Initiativer fra Novo Nordisk Fonden
Novo Nordisk Fonden har været involveret i forskningsinitiativer med fokus på sundhed og bæredygtighed.

### Vaccineudvikling for luftvejssygdomme
Fonden har allokeret 1,8 milliarder kroner til at udvikle vacciner for luftvejssygdomme såsom tuberkulose og influenza. Dette initiativ, kendt som Novo Nordisk Fondens Initiativ for Vacciner og Immunforsvar (NIVI), samarbejder med Københavns Universitet  og Statens Serum Institut. Det lægger vægt på at skabe immunitet i luftvejene, en ny tilgang i vaccineudvikling.

### Pandemisk antiviralt opdagelsesinitiativ
Dette initiativ ved navn Pandemic Antiviral Discovery (PAD) er dannet i et samarbejde mellem Novo Nordisk Fonden, Bill & Melinda Gates Foundation samt Open Philanthropy og er fokuseret på at udvikle tilgængelige orale antivirale behandlinger for virus med pandemisk potentiale. Initiativet har til formål at støtte forskere globalt i at identificere og udvikle antivirale lægemiddelkandidater, der er klar til fase 2.

### Bekæmpelse af antimikrobiel resistens og tuberkulose
Fonden arbejder på at udvikle vacciner og behandlinger for tuberkulose og adresserer det bredere problem med antimikrobiel resistens. Dette initiativ sigter mod at bekæmpe en betydelig og voksende global sundhedstrussel.

### Forskning i stamcellebaseret terapi
Fondens investering på 2,2 millarder kroner, i stamcellebaseret terapiforskning fokuserer på nye terapeutiske tilgange til kroniske sygdomme, udforskende det regenerative potentiale i stamceller.

### Forskning i kardio-metabolske sygdomme
Fondens forskning på dette område er centreret om forebyggelse og behandling af fedme, type 2-diabetes og hjerte-kar-sygdomme, som er blandt de førende dødsårsager globalt.

### Bæredygtighed inden for fødevareproduktion
Fonden støtter forskning i bæredygtigt landbrug og fødevareproduktionsteknikker med det formål at imødegå udfordringen med at brødføde en voksende global befolkning på en bæredygtig måde.

### Økosystem for life-sciences i Danmark
Initiativet til at skabe et life science-økosystem i verdensklasse i Danmark omfatter hele værdikæden fra grundforskning til videnskabelig anvendelse med det formål at fremme innovation og videnskabelige gennembrud.

### Internationalt samarbejde og bevillinger
Fondens initiativer involverer store projekter, der omfatter samarbejder på tværs af forskellige sektorer og discipliner, med fokus på at løse globale udfordringer gennem internationalt samarbejde og partnerskab.

### Uddannelsesinitiativer
Fonden lægger stor vægt på naturvidenskabelig uddannelse, støtter udviklingen af nye forskningstalenter og etablerede forskere.

### Udvikling af forskningsinfrastruktur
Initiativet til at støtte udviklingen af forskningsinfrastruktur sigter mod at lette skabelsen og opskaleringen af innovative løsninger og produkter, forbedre kapaciteten til videnskabelig forskning og udvikling.

## Bestyrelse og ledelse
I spidsen for Novo Nordisk Fonden står bestyrelsesformand Lars Rebien Sørensen og direktør Mads Krogsgaard Thomsen.

### Bestyrelse
Novo Nordisk Fondens bestyrelse har i alt ti medlemmer. Udover formanden og næstformanden består bestyrelsen af syv vedtægtsvalgte medlemmer samt tre medarbejdervalgte medlemmer fra Novo Nordisk og Novonesis.
| Navn                 | Bestyrelsespost                                  |
| -------------------- | ------------------------------------------------ |
| Lars Rebien Sørensen | Bestyrelsesformand, tidligere CEO i Novo Nordisk |
| Lars Henrik Munch    | Næstformand                                      |
| Christopher A. Voigt | Medlem                                           |
| Jakob Müller         | Medlem                                           |
| Lars Green           | Medlem                                           |
| Barbara Casadei      | Medlem                                           |
| Mads Grøn            | Medlem                                           |
| Nana Bule Sejbæk     | Medlem                                           |
| Steen Riisgaard      | Medlem                                           |
| Stig Strøbæk         | Medlem                                           |
| Pelle Munk-Poulsen   | Medlem                                           |

### Ledelse
Novo Nordisk Fondens ledelse er ansvarlig for implementeringen af de beslutninger, som fondens bestyrelse træffer, samt for overvågning og styring af fondens aktiviteter og drift.
| Navn                     | Stilling                                                   |
| ------------------------ | ---------------------------------------------------------- |
| Mads Krogsgaard Thomsen  | CEO, Professor, DVM, PhD, DSc                              |
| Flemming Konradsen       | Chief Scientific Officer - Health                          |
| Lene Oddershede          | Chief Scientific Officer - Planetary Science & Technology  |
| Søren Nedergaard         | Chief Portfolio Officer - Portfolio, People & Partnerships |
| Erika Söderberg Johnsson | CFO (Chief Financial Officer) - Finance & Operations       |
| Steffen P. Lüders        | Chief Corporate Affairs officer - Corporate Affairs        |
| Pelle Munk-Poulsen       | Chief Legal Officer - Legal & Governance                   |

## COVID-19
Novo Nordisk Fonden bidrog med støttetiltag i kampen mod COVID-19-pandemien i foråret 2020.
Fonden havde pr. juni 2020 doneret 366,2 mio. kr. til COVID-19-relaterede tiltag:
- Testcentre i Danmark: 250 mio. kr. til 11 testcentre i Danmark.[70][71][72]
- Projekter: 77,7 mio. kr. til 44 forskellige projekter med formål at afbøde de sundhedsmæssige konsekvenser af COVID-19 i Danmark.[73][74][75]
- Nødproduktion af ethanol: 17,5 mio. kr. bevilliget i samarbejde med Carlsbergfondet til nødproduktion af ethanol til bekæmpelse af smittespredning ved hjælp af håndsprit og desinfektion.[76]
- Forskningsprojekter: 6,6 mio. kr. til tre forskningsprojekter.[77]
- Forsøg: 5 mio. kr. i støtte til forsøg for betændelsesdæmpende medicin mod COVID-19 i samarbejde med bl.a. Rigshospitalet.[78]

## Store bevillinger
- Bio-Innovations Instituttet (BioInnovation Institute): Novo Nordisk Fonden uddelte 392 millioner kroner[79] i 2017 til etableringen af BioInnovation Institute, der har til formål at støtte og modne innovative iværksættere[80] og talentfulde forskere.[81] Bevillingen er ment som en langsigtet satsning, der skal hjælpe forskere og iværksættere med at udvikle og modne forskningsprojekter i etableringsfasen og frem til det tidspunkt, hvor projekterne selv kan rejse risikovillig kapital.[81] Novo Nordisk Fonden har ansat professor og forskningsdirektør Jens Nielsen som leder af Bio-Innovation Instituttet fra 1. februar 2019.[82] Bio-Innovation Institute ligger i København.[79]

- LIFE læringscenter: Novo Nordisk Fonden bevilligede 123 millioner kroner til etableringen af et nationalt, almennyttigt læringscenter, LIFE, som gik i luften i 2019.[83] Læringscentret tilbyder gratis undervisning inden for naturvidenskab for skoler i hele landet. Bevillingen fra Novo Nordisk Fonden på 123 millioner kroner skulle dække opstartsfasen af projektet i de første to år,[83] hvorefter fonden har til hensigt at bevillige op til 1,6 mia. kroner til finansiering af projektets aktiviteter de næste 10 år.[83] Missionen bag projektet er at styrke interessen og motivationen for naturvidenskab blandt børn og unge i forhåbning om at opnå et forøget rekrutteringsgrundlag og en stigning i ansøgninger til de naturvidenskabelige fag og studieretninger.[84]

- Steno Diabetes Centre: I 2016 bevilgede Novo Nordisk Fonden 2,9 mia. kr. til etablering og drift af Steno Diabetes Center Copenhagen i Region Hovedstaden.[85][86] I 2018 godkendte Novo Nordisk Fonden en bevilling på 835,4 mio. kr. til Region Sjælland til etablering af Steno Diabetes Center Sjælland.[87]

## Uddeling af midler
Novo Nordisk Fonden uddeler midler og priser inden for blandt andet følgende områder:

### Priser
- EASD-Novo Nordisk Foundation Diabetes Prize for Excellence: Prisen har til formål at anerkende en international forsker for en enestående indsats, der har øget vores viden om diabetes.
- Novo Nordisk Fondens Forelæsning: Prisen uddeles til en nordisk videnskabsmand, der har ydet en fremtrædende indsats inden for diabetesforskning eller -behandling.
- Novo Nordisk Fondens Naturvidenskabelige Gymnasielærerpris: Prisen anerkender gymnasielærere, som har ydet en ekstraordinær indsats inden for den biologiske naturvidenskabelige undervisning.
- Novo Nordisk Fondens Naturfagslærerpris: Prisen anerkender og synliggør en ekstraordinær indsats inden for naturvidenskabelig undervisning på grundskoleniveau i Danmark.
- Hagedorn Prisen: Prisen uddeles som belønning for en fremragende forsknings- eller udviklingsindsats inden for et område af dansk intern medicin.
- Jacobæus Prisen: Prisen promoverer medicinsk forskning og gives årligt til en internationalt anerkendt forsker inden for feltet.
- Marie og August Krogh Prisen: Marie og August Krogh Prisen er oprettet i 1969 og uddeles årligt til en fremragende dansk sundhedsvidenskabelig forsker.
- Novo Nordisk Prisen: Novo Nordisk Prisen uddeles som belønning for en enestående forskningsindsats, der kan komme lægevidenskaben til gode.
- Novonesis Biotechnology Prize: Prisen belønner en enestående forskningsindsats eller teknologisk indsats, der fremmer udviklingen af bioteknologisk videnskab.

### Uddelinger
Der uddeles midler og støtte inden for følgende områder:
- Forskning i bioteknologi: Skal fremme udviklingen af en bæredygtig, biobaseret industri gennem forskning i bæredygtige fremstillingsmetoder.
- Almen medicinsk forskning: Skal styrke forskningen inden for almen medicin ved at støtte læger som forskere i og uden for almen praksis.
- Biomedicinsk forskning: Skal skabe den nye viden og indsigt, der er grundlaget for at udvikle fremtidens lægemidler og behandlingsformer.
- Innovation: Skal fremme biomedicinsk/bioteknologisk innovation ved at accelerere processen fra forskningsidé til kommerciel anvendelse.
- Kunstforskning: Skal yde et væsentligt bidrag til kunsthistorie og kunstforskning i Danmark ved at støtte de mest talentfulde forskere.
- Sygeplejeforskning: Skal styrke forskningen i klinisk sygepleje ved at give sygeplejersker mulighed for at forske på ph.d.- eller postdoc-niveau.

### Støtteprojekter
Novo Nordisk Fonden støtter ydermere følgende humanitære og sociale formål:
- Dyrkning af ufrugtbare jorde: Projektet skal forske i, hvordan bjergartsmel fra Grønland kan bruges til at forbedre dyrkning af ufrugtbare jorde.
- Hjælpeorganisationer: Fonden ønsker at støtte veletablerede humanitære organisationer, der fremmer menneskers sundhed og velfærd.
- BUT – Børns udvikling og trivsel: Projektet vil indsamle data, der kan bruges til at evaluere trivsel, udvikling og betydning af sociale indsatser for børn og unge.
- Dansk Flygtningehjælp: Bevillingen skal sikre nødhjælp til befolkningen i det krigshærgede Mosul.
- Ingeniører Uden Grænser: Projektet skal sikre bedre indretning af sundhedsklinikker i ebola-ramte områder i Sierra Leone.
- Julemærkefonden: Julemærkehjemmene hjælper børn med psykosociale vanskeligheder til et bedre selvværd.
- Maternity Foundation: Projektet skal reducere omfanget af mødre- og børnedødelighed i Etiopien.
- SOS Børnebyerne: SOS Børnebyerne giver humanitær hjælp til ofrene på Haiti efter orkanen Matthew.
- Styrket undervisning i Grønland: Projektet skal styrke børn og unges kompetencer inden for naturfag og sundhed i den grønlandske folkeskole.
- Tandsundhed Uden Grænser: Organisationen sender tandsundhedsfagligt personale til udviklingslande for at sikre bedre tandsundhed for befolkningen.
- Teach First Danmark: Projektet skal medvirke til at engagere og videreuddanne flere dygtige folkeskolelærere blandt universitetsuddannede.
- Unleash: I projektet inviteres 1.000 unge fra hele verden til Danmark for at lave konkrete løsninger på de 17 FN-verdensmål.

Fonden yder desuden støtte til enkeltprojekter.